# 洛兹诺-亚历山德里夫卡市镇
洛兹诺-亚历山德里夫卡镇级市镇（烏克蘭語：Лозно-Олександрівська селищна громада）是乌克兰卢汉斯克州斯瓦托韋區的市镇，行政中心为洛兹诺-亚历山德里夫卡。市镇面积为533.9平方公里，2020年人口数量为4,405人。

## 居民点
该市镇包括两个镇（洛兹诺-亚历山德里夫卡、米尔内）和23个村庄。
村庄列表：
- 貝雷濟夫卡
- 維夫恰羅韋
- 維利沙內
- 赫拉德科韋
- 霍洛夫科韋
- 杜萬卡
- 卡利諾瓦巴爾卡
- 科奇內-羅茲帕西伊夫卡
- 洛茲內
- 盧霍韋
- 馬斯拉科韋
- 米科拉伊夫卡
- 新波克羅夫卡
- 尼揚奇內
- 奧萊克薩皮爾
- 彼得里夫卡
- 波帕斯內
- 普里维利亚（乌克兰语：Привілля (Сватівський район)）
- 索利达尔内（乌克兰语：Солідарне (Сватівський район)）
- 特魯德羅迪泰利斯凱
- 恰普利伊夫卡
- 沙里夫卡
- 沙霍韋